# Raninoides crosnieri
Raninoides crosnieri is een krabbensoort uit de familie van de Raninidae. De wetenschappelijke naam van de soort is voor het eerst geldig gepubliceerd in 1989 door Ribes.